# Egbert Haubois
Egbert Haubois (1608/1610-1653) was een Nederlands cartograaf en ontwikkelaar van een van de eerste kaarten van de stad Groningen in 1637-1643. Hij was tussen 1648 en 1650 tevens stadsbouwmeester van Groningen.

## Geschiedenis
Het is niet zeker of Egbert Haubois in Groningen geboren is. Wel is bekend dat hij tussen 1608 en 1610 aan de Lamme Huingastraat, de huidige Akerkstraat, woonde. Haubois heeft een opleiding tot ingenieur en vestingbouwkundige in Franeker gevolgd. In 1631 vraagt Haubois, samen met de boekhandelaar Nathanael Roman, aan het College van Burgemeesteren om een getekende kaart van de stad Groningen in koper te mogen uitsnijden en te drukken. Het College gaat akkoord en Haubois begint met landmeten en tekenen. Hij kiest ervoor om de stad in vogelvluchtperspectief te tekenen. Zodoende is er niet alleen een plattegrond, maar ook een driedimensionale weergave van de stad ontwikkeld.
Aan het einde van 1631 vraagt hij de kopergraveur Jan Lubberts Langeweerd zijn tekening uit te snijden. Langeweerd graveert de tekening in 4 koperplaten. Door onenigheden over auteursrechten tussen Haubois en Roman wordt de kaart pas in 1637 uitgegeven. Van deze eerste uitgave zijn geen exemplaren bewaard gebleven. In 1640 wil Haubois een nieuwe versie van zijn kaart uitgeven. Pas drie jaar later, door gesteggel met inmiddels de erfgenamen van Roman, kan de kaart gedrukt worden. De koperplaten van de inmiddels overleden Langeweerd worden bijgewerkt. Het Zuiderdiep en de kolk bij de Noorderhaven worden toegevoegd. Haubois maakte in 1647 ook een kaart van de Pekel-A en de Pekelder venen.
In totaal worden er twintig exemplaren gedrukt, die Haubois twee jaar later aan het College aanbiedt. In 1647 wordt Haubois, samen met Isebradt Jr, stadsbouwmeester van Groningen. Tegen deze tijd woonde hij in de Folkeringestraat, de huidige Folkingestraat, waar hij in 1653 overlijdt. Na zijn dood wordt de kaart in de jaren zestig van de zeventiende eeuw nog eenmaal bijgewerkt en gedrukt. De kaart van Haubois is tot de Kadastrale Minuutkaart uit 1830 de belangrijkste en meest betrouwbare kaart van de stad Groningen.

Grote Haubois
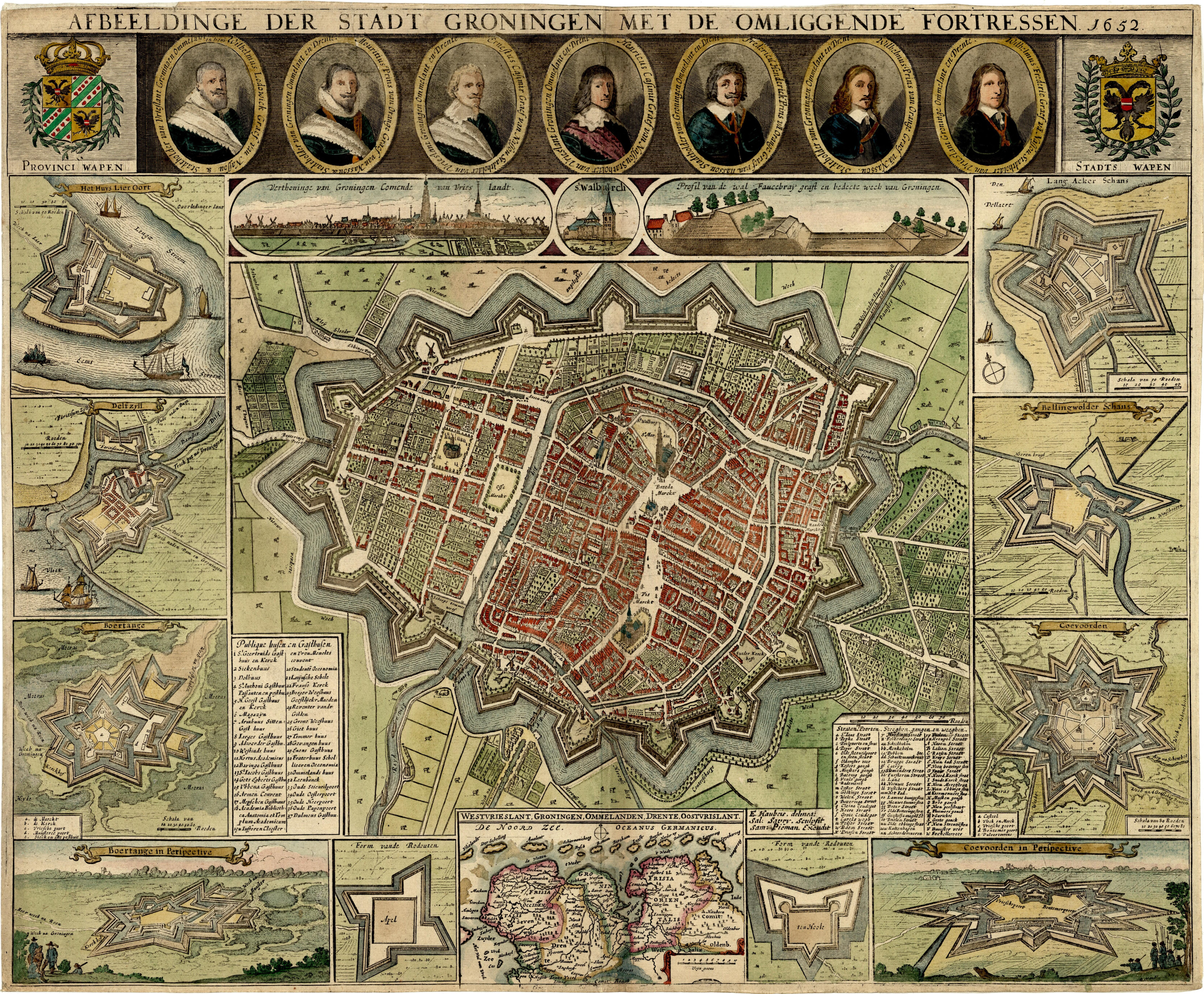
Kleine Haubois